# Tharpyna campestrata
Tharpyna campestrata är en spindelart som beskrevs av Ludwig Carl Christian Koch 1874. Tharpyna campestrata ingår i släktet Tharpyna och familjen krabbspindlar. Inga underarter finns listade i Catalogue of Life.